# Surfer (logiciel)
Surfer est un logiciel de tracé de courbes de niveau et de surfaces en perspective, créé par la société Golden Software (en).